# Рібейран-Прету (мезорегіон)
Рібейран-Прету (порт. Mesorregião de Ribeirão Preto) — адміністративно-статистичний мезорегіон в Бразилії, входить в штат Сан-Паулу. Населення становить 2324 тис. чоловік на 2006 рік. Займає площу 27 532,230 км². Густота населення — 84,4 чол./км².

## Склад мезорегіону
В мезорегіон входять наступні мікрорегіони:
1. Барретус
2. Бататайс
3. Франка
4. Ітуверава
5. Жаботікабал
6. Рібейран-Прету
7. Сан-Жоакін-да-Барра

| Бразилія | Це незавершена стаття з географії Бразилії. Ви можете допомогти проєкту, виправивши або дописавши її. |